# Signorie (programma televisivo)
Signorie è una serie di 8 documentari televisivi di approfondimento storico dedicata ad altrettante città italiane sedi di storiche signorie: Firenze, Padova, Urbino, Ferrara, Milano, Mantova, Rimini, Verona.
Co-prodotta da Rai Cultura e Ballandi Multimedia, è stata trasmessa da Rai Storia a partire dal 19 gennaio 2015. Con Viaggio nella bellezza e Potere e bellezza, rientra nella "serie di programmi, documentari e prodotti multimediali per la promozione e valorizzazione del patrimonio culturale e artistico italiano" chiamata Italia: Viaggio nella bellezza.
Quasi tutte le puntate (Malatesta, Estensi, Sforza, Gonzaga, Della Scala) sono state riprese e commentate da Franco Cardini e Alessandro Barbero (quest'ultimo solo per i Gonzaga) per la stagione 2015-2016 de Il tempo e la storia. La puntata dedicata ai Medici è stata ripresa e commentata da Cardini nella stagione 2016-2017; perciò non è stata riproposta la sola puntata sui Montefeltro.

## Puntate
| N. | Titolo                | Ospite                                           |
| -- | --------------------- | ------------------------------------------------ |
| 1. | La Firenze dei Medici | Sergio Staino (fumettista)                       |
| 2. | Padova. I Da Carrara  | Novella Calligaris (ex nuotatrice e giornalista) |
| 3. | Rimini. I Malatesta   | Samuele Bersani (cantautore)                     |
| 4. | Ferrara. Gli Estensi  | Folco Quilici (documentarista)                   |
| 5. | Milano. Gli Sforza    | Roberto Vecchioni (cantautore)                   |
| 6. | Urbino. I Montefeltro | Raphael Gualazzi (cantautore)                    |
| 7. | Mantova. I Gonzaga    | Gianfranco Burchiellaro (ex sindaco)             |
| 8. | Verona. I Della Scala | Milo Manara (fumettista)                         |

## Collegamenti
- Tutte le puntate sul sito di Rai Storia